# 分区防疫
分区防疫是指政府主导的，根据所辖地域不同疫情风险状况进行的分区、分级防疫管理策略，在不同地区、不同疫情状况下，具有不同的具体含义。该策略在2019冠状病毒病疫情中，被中国内地、新西兰等地区广泛使用。

## 中国内地
在应对2019冠状病毒病疫情中，中国内地主要有两大类分区防疫策略。第一类是风险区，划分为低风险地区、中风险地区，和高风险地区；第二类是防控区，划分为封控区、管控区或防范区。关于这两类的区别，可以参考长沙疾控专家对于中风险区与封控区之间区别的解释：“风险地区注重对外，强调的是提示该区域有疫情风险，封控区注重对内，强调的是为应对疫情而实施的一些举措”。

### 风险区
依据中国政府对疫情状况的研判，将一定区域范围划分为低风险地区、中风险地区和高风险地区，具体由各省级人民政府进行分析评估后进行划分或调级。该政策有过多次较大调整，2022年11月更是将风险区由“高、中、低”三类调整为“高、低”两类。
2020年2月，国家卫健康办公厅印发《新型冠状病毒肺炎防控方案》（第五版），要求以县（区）为单位，依据人口、发病情况综合研判，科学划分疫情风险等级，明确分级分类的防控策略。方案提出高风险地区实施“内防扩散、外防输出、严格管控”策略，以县域为单位，全面排查、收治相关病患、消毒等为主要工作内容；中风险地区实施“外防输入、内防扩散”策略，以对病例密切接触者进行隔离等为主要工作内容；低风险地区实施“外防输入”策略，以及时开展流行病学调查和密切接触者追踪管理等为主要工作内容；
2022年6月，国务院联防联控机制综合组印发《新型冠状病毒肺炎防控方案（第九版）》，提出高风险区原则上以居住小区（村）为单位划定，采取“足不出户、上门服务”等封控措施；高风险区连续 7 天无新增感染者降为中风险区，中风险区采取“人不出区、错峰取物”等管控措施；中风险区连续 7 天无新增感染者降为低风险区，中高风险区所在县（市、区、旗）的其他地区为低风险区，采取“个人防护、避免聚集”等防范措施。所有中高风险区解除后，县（市、区、旗）全域实施常态化防控措施；该方案附件6《新冠肺炎疫情风险区划定及管控方案》进一步指出，未发生本土疫情的县（市、区、旗），要切实落实常态化疫情防控各项措施，无需划定风险区。
2022年11月，国务院联防联控机制印发《关于进一步优化新冠肺炎疫情防控措施 科学精准做好防控工作的通知》，将风险区由“高、中、低”三类调整为“高、低”两类。原则上将感染者居住地以及活动频繁且疫情传播风险较高的工作地和活动地等区域划定为高风险区，高风险区一般以单元、楼栋为单位划定；高风险区所在县（市、区、旗）的其他地区划定为低风险区。高风险区连续5天未发现新增感染者，降为低风险区。

### 防控区
在中国内地，尚无封控区、管控区或防范区的统一划分标准，不同地区对于不同等级区域的防控要求亦有所差异。通常，封控区是指与感染者活动频繁场所相关的周边区域，实行“封闭隔离、足不出户、服务上门”的管理方式；管控区是指这样的区域：在感染者被检测阳性前2天起至隔离管理前，感染者的活动区域有传播风险且追踪难度大，实行“人不出区，严禁聚集”的管理方式；防范区是指县（区）内封控区、管控区以外的区域，实行“强化社会面管控，严格限制人员聚集”的管理方式。

## 新西兰
在应对2019冠状病毒病疫情中，新西兰于2021年12月2日午夜起进入“交通灯”防疫系统，即根据不同的疫情形势将全国不同区域划分为红色、橙色（黄色）和绿色三个防疫级别，红色为最高等级，采取最严格的防疫管理，以此类推。
根据新西兰“团结起来对抗 COVID-19 网站”提供的信息，从划分标准看，当“需要采取行动以避免医疗系统崩溃，并保护高危人群时”，启用红色；当在社区中疫情传播扩大，“整个医疗系统需要集中资源以应对疫情爆发”，但情况可控，公众感染风险日益增加时，启用橙色；当社区中病毒传播有限，入院人数在可管控水平，医疗系统应对充分时，启用绿色。
从应对措施看，共性方面：无论是在哪种颜色的区域，无论是否持有“新西兰疫苗通行证”，公民在超市、药店、加油站、公共交通等满足基本需要的场所均没有准入限制和场地人数限制、在图书馆和博物馆等公共设施没有准入限制、户外运动和室内运动没有准入限制。在红色和黄色区域，在公共交通、药店等许多场所有必须佩戴口罩的要求；差异性方面：红色区域需要佩戴口罩的地点最多、有些场所有人数限制甚至只对持有“新西兰疫苗通行证”的公民开放。

## 备注
1. ↑  根据2022年11月国务院联防联控机制印发的《关于进一步优化新冠肺炎疫情防控措施 科学精准做好防控工作的通知》，同年11月起，不再划定中风险区。
2. ↑  可能是某个区县[2]、乡镇[3]、村[4]、居民区[5]、商贸市场[6]或楼宇[7]等。也可能是更小的范围，如上海市在2022年1月甚至仅将20平米的奶茶店划为中风险区[8]
3. ↑  在该政策下，处于中国境外的澳门视为低风险地区[9]。
4. ↑  在该政策下，通常将中国境外（含香港、台湾，一般不包括澳门，但因澳门在2021年9月下旬至10月中旬发生聚集性疫情而被暂时调整为高风险地区）全部区域视为高风险地区[10]。
5. ↑  编者未找到，请找到的编者予以修正
6. ↑  此处综合中国国家卫健委对北京相关划分的解释和广东省人民政府官网的介绍进行论述。
7. ↑  2022年2月，新西兰政府官网左上角提供了该网站的链接，因此该网站疑似为政府官方或受到官方认可的网站。
8. ↑  根据2022年2月从新西兰“团结起来对抗 COVID-19 网站”中的查询结果。